# Coupe Memorial 1965
Navigation
Édition précédente Édition suivante
La finale de l'édition 1965 de la Coupe Memorial est présentée au Edmonton Gardens d'Edmonton en Alberta et est disputé entre le vainqueur du Trophée George T. Richardson, remis à l'équipe championne de l'est du Canada et le vainqueur de la Coupe Abbott remis au champion de l'ouest du pays.

## Équipes participantes
- Les Flyers de Niagara Falls de l'Association de hockey de l'Ontario en tant que champion du Trophée George T. Richardson.
- Les Oil Kings d'Edmonton de la Ligue de hockey centrale de l'Alberta en tant que vainqueur de la Coupe Abbott.

### Résultats
| Match | Vainqueur               | Résultat | Perdant                 | Lieu             |
| ----- | ----------------------- | -------- | ----------------------- | ---------------- |
| 1     | Flyers de Niagara Falls | 3-2      | Oil Kings d'Edmonton    | Edmonton Gardens |
| 2     | Flyers de Niagara Falls | 5-1      | Oil Kings d'Edmonton    | Edmonton Gardens |
| 3     | Oil Kings d'Edmonton    | 5-1      | Flyers de Niagara Falls | Edmonton Gardens |
| 4     | Flyers de Niagara Falls | 8-2      | Oil Kings d'Edmonton    | Edmonton Gardens |
| 5     | Flyers de Niagara Falls | 8-1      | Oil Kings d'Edmonton    | Edmonton Gardens |

## Effectifs
Voici la liste des joueurs des Flyers de Niagara Falls, équipe championne du tournoi 1965 :
- Entraîneur : Bill Long
- Gardiens :  Bernard Parent et Doug Favell.
- Défenseurs : Guy Allen, John Arbour, Rick Ley, Gilles Marotte, Barry Wilkins et Dave Woodley.
- Attaquants : Steve Atkinson, Brian Bradley, Bud Debrody, Bill Goldsworthy, André Lajeunesse, Jim Lorentz, Don Marcotte, Rosaire Paiement, Jean Pronovost, Bobby Ring, Derek Sanderson, Mike Sherman, Ted Snell,